# Resolución 119 del Consejo de Seguridad de las Naciones Unidas
La resolución 119 del Consejo de Seguridad de las Naciones Unidas, aprobada el 31 de octubre de 1956, propuesta por Estados Unidos el 31 de octubre, considerando tanto la grave situación por la acción emprendida contra Egipto como la falta de unanimidad de los miembros permanentes del Consejo de Seguridad en sesiones previas, el Consejo sintió que estaba siendo impedido de cumplir con su responsabilidad de mantener la paz y la seguridad internacional. Como solución, el Consejo decidió convocar a un período extraordinario de sesiones de emergencia de la Asamblea General a fin de hacer las recomendaciones oportunas.
La resolución fue aprobada por 7 votos contra dos de Francia y Reino Unido y dos abstenciones de Australia y Bélgica. Aunque Francia y Reino Unido votaron en contra, no podían bloquear la convocatoria de la Asamblea General dado que fue una votación procedimental, la cual no puede ser vetada por miembros permanentes.